# شائو تینگتینگ
شائو تینگتینگ (انگلیسی: Shao Tingting؛ زادهٔ ۹ فوریهٔ ۱۹۸۵)  بازیکن بسکتبال زن اهل چین بود. وی در بازی‌های المپیک تابستانی ۲۰۰۸ شرکت کرده‌است.